# Liste der Bodendenkmale in Weste (Niedersachsen)
In der Liste der Bodendenkmale in Weste sind alle Bodendenkmale der niedersächsischen Gemeinde Weste (Niedersachsen) aufgelistet. Die Quelle ist der Denkmalatlas Niedersachsen. Der Stand der Liste ist der 21. Juli 2024.

## Allgemein
In den Spalten finden sich folgende Informationen des Bodendenkmales :
- Lage        : geographische Koordinaten
- Bezeichnung : Bezeichnung lt. Denkmalatlas
- Beschreibung: Beschreibung lt. Denkmalatlas
- ID          : Objekt-ID
- Bild        : Bild, ggf. zusätzlich mit Link zu weiteren Fotos im Medienarchiv Wikimedia Commons.

## Hagen
| Lage                        | Bezeichnung         | Beschreibung | ID       | Bild |
| --------------------------- | ------------------- | --- | -------- | ---- |
| 53° 4′ 6″ N, 10° 44′ 13″ O  | Hagen 1, Grabhügel  | Flach gewölbt, Dm. ca. 10 m und H. ca. 1,2 m.                                                                                   | 32206355 | BW   |
| 53° 4′ 8″ N, 10° 44′ 13″ O  | Hagen 2, Grabhügel  | | 32206721 | BW   |
| 53° 4′ 7″ N, 10° 44′ 13″ O  | Hagen 3, Grabhügel  | | 32205238 | BW   |
| 53° 4′ 7″ N, 10° 44′ 13″ O  | Hagen 4, Grabhügel  | | 32205237 | BW   |
| 53° 4′ 8″ N, 10° 44′ 15″ O  | Hagen 5, Grabhügel  | Dm. ca. 8 m und H. ca. 0,6 mr, im Nordosten flache Grube, überpflügt, kräftig gewölbt und schwach abgesetzt, Ränder auslaufend. | 32205508 | BW   |
| 53° 4′ 7″ N, 10° 44′ 14″ O  | Hagen 6, Grabhügel  | Dm. ca. 6 m und H. ca. 0,4 m.                                                                                                   | 32205509 | BW   |
| 53° 4′ 7″ N, 10° 44′ 16″ O  | Hagen 7, Grabhügel  | | 32205639 | BW   |
| 53° 4′ 8″ N, 10° 44′ 16″ O  | Hagen 8, Grabhügel  | | 32205641 | BW   |
| 53° 4′ 7″ N, 10° 44′ 16″ O  | Hagen 9, Grabhügel  | | 32206003 | BW   |
| 53° 4′ 8″ N, 10° 44′ 17″ O  | Hagen 10, Grabhügel | | 32206142 | BW   |
| 53° 4′ 6″ N, 10° 44′ 18″ O  | Hagen 11, Grabhügel | | 32206237 | BW   |
| 53° 4′ 6″ N, 10° 44′ 19″ O  | Hagen 12, Grabhügel | | 32208903 | BW   |
| 53° 4′ 6″ N, 10° 44′ 18″ O  | Hagen 13, Grabhügel | Oval, Größe ca. 18 × 8 Meter und Höhe ca. 0,8 Meter.                                                                            | 32208904 | BW   |
| 53° 4′ 6″ N, 10° 44′ 17″ O  | Hagen 14, Grabhügel | | 32207549 | BW   |
| 53° 4′ 6″ N, 10° 44′ 16″ O  | Hagen 15, Grabhügel | Oval, Größe ca. 11 × 8 Meter und Höhe ca. 0,7 Meter.                                                                            | 32207550 | BW   |
| 53° 4′ 6″ N, 10° 44′ 16″ O  | Hagen 16, Grabhügel | Dm. ca. 8 m und H. ca. 1,0 m.                                                                                                   | 32207551 | BW   |
| 53° 4′ 5″ N, 10° 44′ 15″ O  | Hagen 17, Grabhügel | Oval, Größe ca. 10 × 4 Meter und Höhe ca. 0,3 Meter.                                                                            | 32207819 | BW   |
| 53° 4′ 6″ N, 10° 44′ 14″ O  | Hagen 18, Grabhügel | Dm. ca. 15 m und H. ca. 1,2 m.                                                                                                  | 32207820 | BW   |
| 53° 4′ 6″ N, 10° 44′ 12″ O  | Hagen 20, Grabhügel | | 32207821 | BW   |
| 53° 4′ 6″ N, 10° 44′ 23″ O  | Hagen 21, Grabhügel | | 32208068 | BW   |
| 53° 2′ 33″ N, 10° 44′ 30″ O | Hagen 24, Grabhügel | Dm. ca. 20 m und H. ca. 1,0 m. Rand deutlich abgesetzt. Hügelmitte etwas eingerundet (alter Kopfstich?).                        | 32207307 | BW   |
| 53° 4′ 5″ N, 10° 44′ 14″ O  | Hagen 30, Grabhügel | | 32208069 | BW   |
| 53° 4′ 5″ N, 10° 44′ 14″ O  | Hagen 31, Grabhügel | | 32208070 | BW   |
| 53° 4′ 6″ N, 10° 44′ 19″ O  | Hagen 32, Grabhügel | Dm. ca. 5 m und H. ca. 0,6 m.                                                                                                   | 32208304 | BW   |
| 53° 4′ 4″ N, 10° 44′ 58″ O  | Hagen 33, Grabhügel | Dm. ca. 15 m und H. ca. 0,8 m. Vom Gemarkungsgrenzgraben durchschnitten.                                                        | 32205911 | BW   |
| 53° 2′ 29″ N, 10° 45′ 2″ O  | Hagen 34, Grabhügel | Dm. ca. 10 m und H. ca. 0,5 m. Rand läuft in umliegendes Gelände aus. Am S-Rand alte trichterartige Eingrabung.                 | 32208077 | BW   |

## Höver
| Lage                        | Bezeichnung        | Beschreibung | ID       | Bild |
| --------------------------- | ------------------ | --- | -------- | ---- |
| 53° 2′ 29″ N, 10° 40′ 10″ O | Höver 1, Grabhügel | Flach gewölbt, Dm. ca. 13 m und H. ca. 1,4 m. Im Westen 1/3 abgegraben, so dass ein scharfkantiges „Profil“ entstanden ist. | 32207609 | BW   |
| 53° 2′ 34″ N, 10° 40′ 27″ O | Höver 2, Grabhügel | | 32210583 | BW   |
| 53° 2′ 33″ N, 10° 40′ 40″ O | Höver 4, Grabhügel | | 32204694 | BW   |

## Oetzendorf
| Lage                        | Bezeichnung                     | Beschreibung                                                                                 | ID       | Bild |
| --------------------------- | ------------------------------- | -------------------------------------------------------------------------------------------- | -------- | ---- |
| 53° 2′ 3″ N, 10° 39′ 32″ O  | Ötzendorf 1, Grabhügel          | Flach gewölbt mit unregelmäßiger Oberfläche und Durchmesser ca. 6 Meter und Höhe 0,30 Meter. | 32207117 | BW   |
| 53° 2′ 3″ N, 10° 39′ 34″ O  | Ötzendorf 2, Grabhügel          |                                                                                              | 32210582 | BW   |
| 53° 2′ 39″ N, 10° 38′ 13″ O | Ötzendorf 9, Steinmale/Holzmale |                                                                                              | 32205089 | BW   |
| 53° 1′ 55″ N, 10° 38′ 35″ O | Ötzendorf 10, Grabhügel         | Durchmesser ca. 10 Meter und Höhe ca. 0,30 Meter.                                            | 32207308 | BW   |

## Weste
| Lage                        | Bezeichnung         | Beschreibung | ID       | Bild |
| --------------------------- | ------------------- | --- | -------- | ---- |
| 53° 3′ 11″ N, 10° 41′ 44″ O | Weste 1, Grabhügel  | Flach gewölbt, Durchmesser ca. 15 m und Höhe ca. 0,50 m. Oberfläche ist unregelmäßig, ca. ein Dutzend faust- bis doppelkopfgroße Feldsteine, von Gras überwachsen. Südöstlich daneben Grube von ca. 1,5 m Tiefe, aus der Sand entnommen wurde. | 32207974 | BW   |
| 53° 3′ 5″ N, 10° 41′ 29″ O  | Weste 2, Grabhügel  | Flach gewölbt, Durchmesser ca. 11 m und Höhe ca. 0,3 m. | 32210584 | BW   |
| 53° 2′ 56″ N, 10° 41′ 27″ O | Weste 3, Grabhügel  | Flach gewölbt, Durchmesser ca. 11 m und Höhe ca. 0,5 m. | 32208305 | BW   |
| 53° 2′ 57″ N, 10° 41′ 27″ O | Weste 4, Grabhügel  | | 32208306 | BW   |
| 53° 2′ 57″ N, 10° 41′ 28″ O | Weste 5, Grabhügel  | Flach gewölbt, Durchmesser ca. 4 m und Höhe ca. 0,25 m. | 32208448 | BW   |
| 53° 2′ 57″ N, 10° 41′ 30″ O | Weste 6, Grabhügel  | | 32208449 | BW   |
| 53° 2′ 55″ N, 10° 41′ 31″ O | Weste 7, Grabhügel  | Flach gewölbt, Durchmesser ca. 10 m und Höhe ca. 0,6 m. | 32208450 | BW   |
| 53° 2′ 55″ N, 10° 41′ 30″ O | Weste 8, Grabhügel  | Flach gewölbt, Durchmesser ca. 5 m und Höhe ca. 0,25 m. | 32208691 | BW   |
| 53° 2′ 57″ N, 10° 41′ 33″ O | Weste 9, Grabhügel  | Flach gewölbt, oval (Ost-West gerichtet) Länge ca. 11 Meter, Breite ca. 10 Meter und Höhe ca. 0,4 Meter. | 32208692 | BW   |
| 53° 2′ 57″ N, 10° 41′ 32″ O | Weste 10, Grabhügel | Durchmesser ca. 6 m und Höhe ca. 0,3 m. | 32207093 | BW   |
| 53° 2′ 50″ N, 10° 41′ 37″ O | Weste 12, Grabhügel | Flach gewölbt, Durchmesser ca. 11 m und Höhe ca. 0,6 m. | 32207555 | BW   |
| 53° 2′ 55″ N, 10° 41′ 26″ O | Weste 13, Grabhügel | Flach gewölbt, Durchmesser ca. 12 m und Höhe ca. 0,3 m. Einige flache Löcher rundherum könnten einen ausgegrabenen Steinkranz andeuten. | 32207094 | BW   |